# Ghaziabad
Ghaziabad (ग़ाज़ियाबाद en hindî) est une ville de l'État de l'Uttar Pradesh, en Inde.

## Géographie
Elle est située à 19 km à l'est de la capitale nationale actuelle New Delhi.

## Économie
C'est l'une des villes les plus industrialisées de l'Uttar Pradesh, produisant, entre autres, des trains, des moteurs diesel, des bicyclettes, des tubes cathodiques, des tapisseries, de la verrerie, des poteries, de l'huile végétale, des peintures, des vernis, des pièces automobiles, de l'alcool, etc.
De grandes entreprises y sont implantées, parmi lesquelles Shriram Pistons, Unichem, Dabur, International Tobacco, Bhushan Steels, Rathi Alloys, Crophealth Products Pvt., Allied Nippon, Samtel Color.
Ghaziabad compte également le plus grand nombre de centres commerciaux du pays, après la ville de Bangalore.
Chaque jour, pas moins d'une centaine de trains transitent par sa gare et est aussi desservi par l'aérodrome de Hindon qui compte la base aérienne Indan.

## Histoire
Elle fut fondée en 1740, par l'empereur Ghazi-ud-din qui l'appela d'après son nom ou titre, à savoir Ghaziuddinnagar. Après l'ouverture de la ligne de chemin de fer, le nom du lieu a été raccourci à Ghaziabad. La ville est l'entrée principale de l'Uttar Pradesh dans Delhi, c'est pourquoi on l'appelle aussi la porte de l'Uptar[Quoi ?].